# Marcel Engelen
Marcel Engelen (Tienen, 27 december 1903 – aldaar, 25 oktober 1946) was een Belgisch politicus voor het VNV.

## Levensloop
Op 12 februari 1943 werd Engelen aangesteld als oorlogsburgemeester, in opvolging van Charles Dejaegher (LP) die door de Duitse bezetter was afgezet op basis van de 'leeftijdsverordening van 7 maart 1941. Als burgemeester tijdens de Tweede Wereldoorlog was hij hoofd van de politie en de Feldpolizei, en verantwoordelijk voor verschillende represaillemaatregelen tegen het verzet. Hij bleef in functie tot 3 september 1944, daarna nam Dejaegher zijn mandaat terug op.
Na de bevrijding werd Engelen samen met Marcel Ponsaerts en Leon Cornu als hoofdverdachten van de 'Bloednacht van Tienen' ter dood veroordeeld wegens collaboratie en verklikking met moord als gevolg. Ze werden gefusilleerd in de Minderbroederkazerne op 25 oktober 1946.
In 2015 verscheen het boek Gevallen Engelen van Paul Kempeneers. Het boek bevat een tekst opgesteld in 1944 door voormalig Tiens burgemeester Edgar Rowie over de gemoedsgesteldheid van de verfranste burgerij en de collaboratie van o.a. Marcel Engelen tijdens de oorlogsperiode.